# Thagria glabra
Thagria glabra är en insektsart som beskrevs av Walker 1857. Thagria glabra ingår i släktet Thagria och familjen dvärgstritar. Inga underarter finns listade i Catalogue of Life.